# Caritas romana

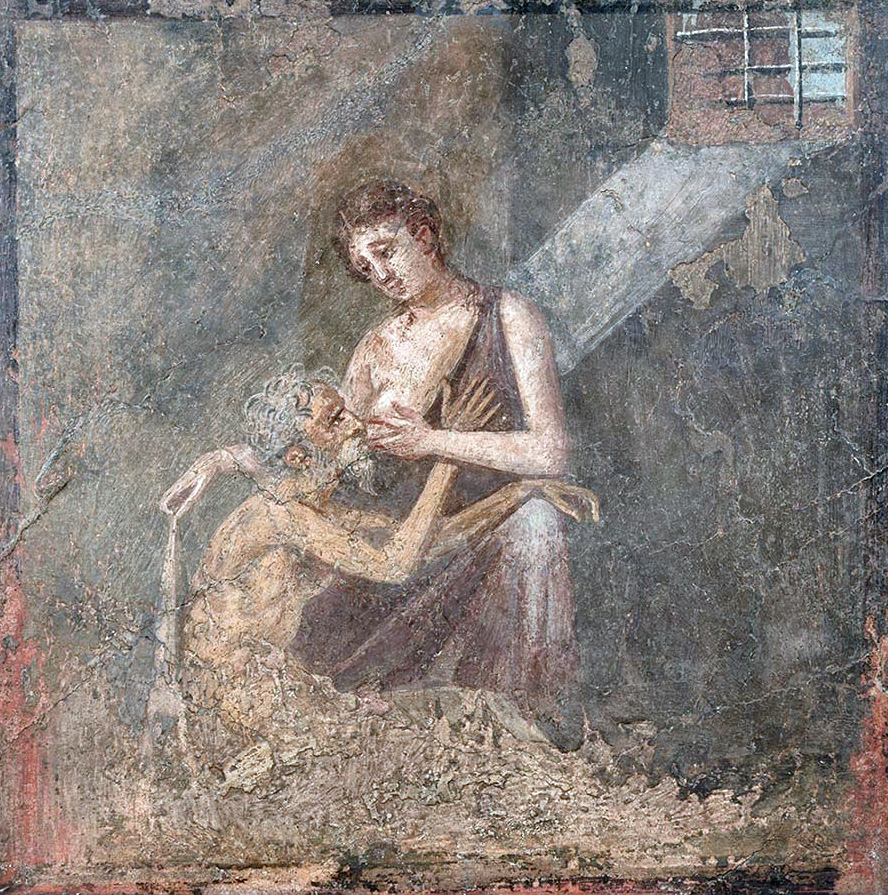
Cimón y Pero (45-79 d. C.), fresco encontrado en
Pompeya. Museo Archeologico Nazionale di Napoli.

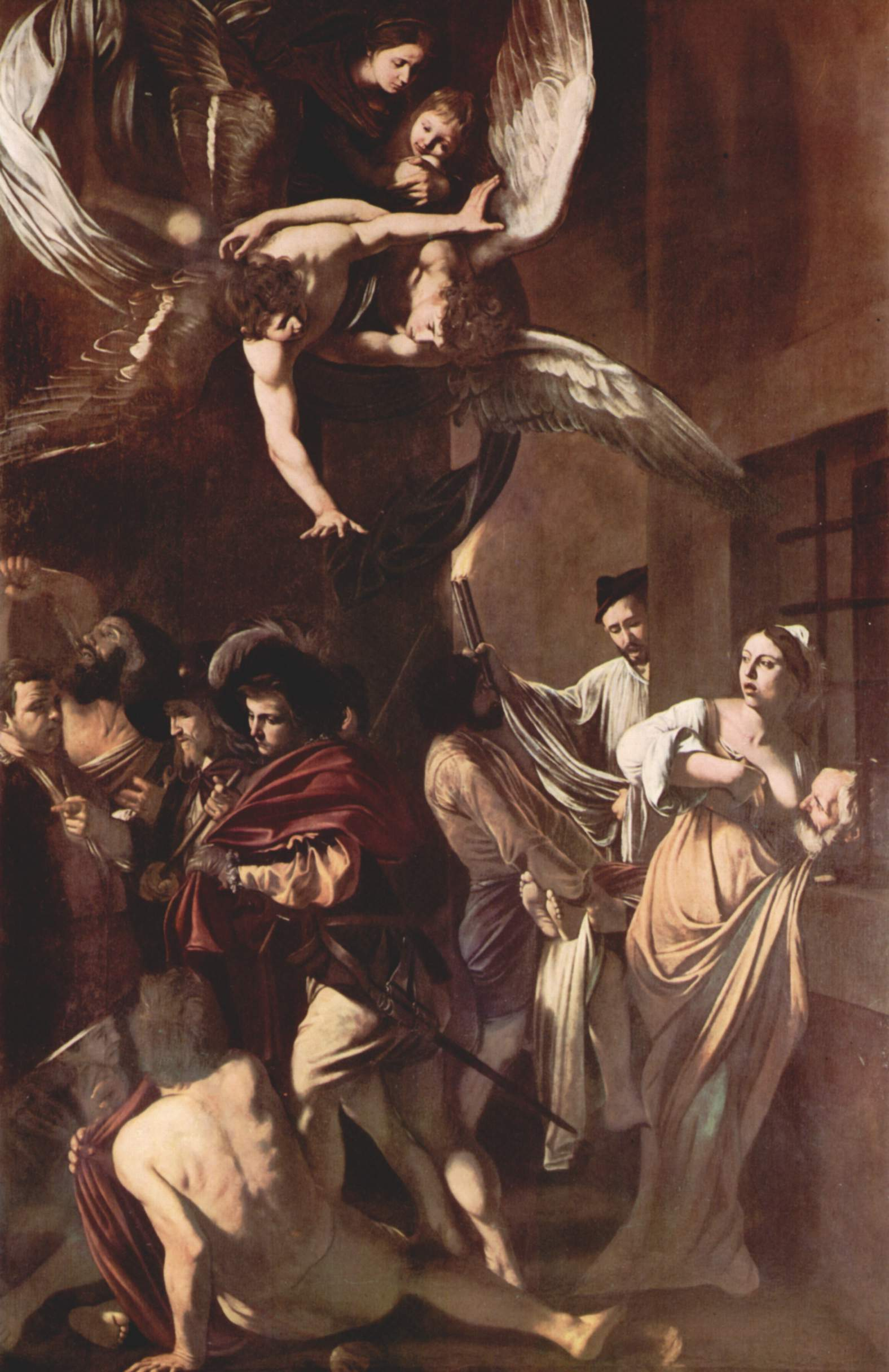
Siete obras de misericordia (1607). Óleo sobre lienzo,. Pio Monte della Misericordia, Nápoles.

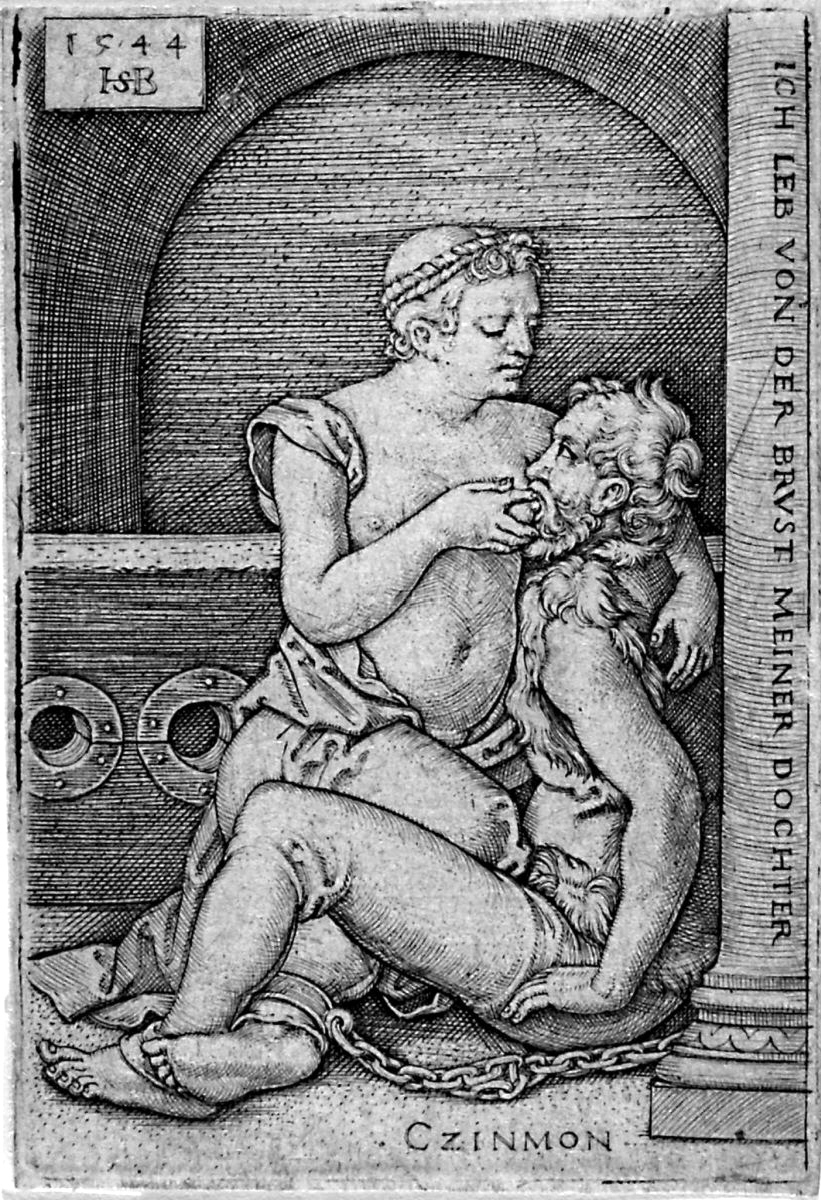
Cimón y Pero por Hans Sebald Beham (1500-1550).

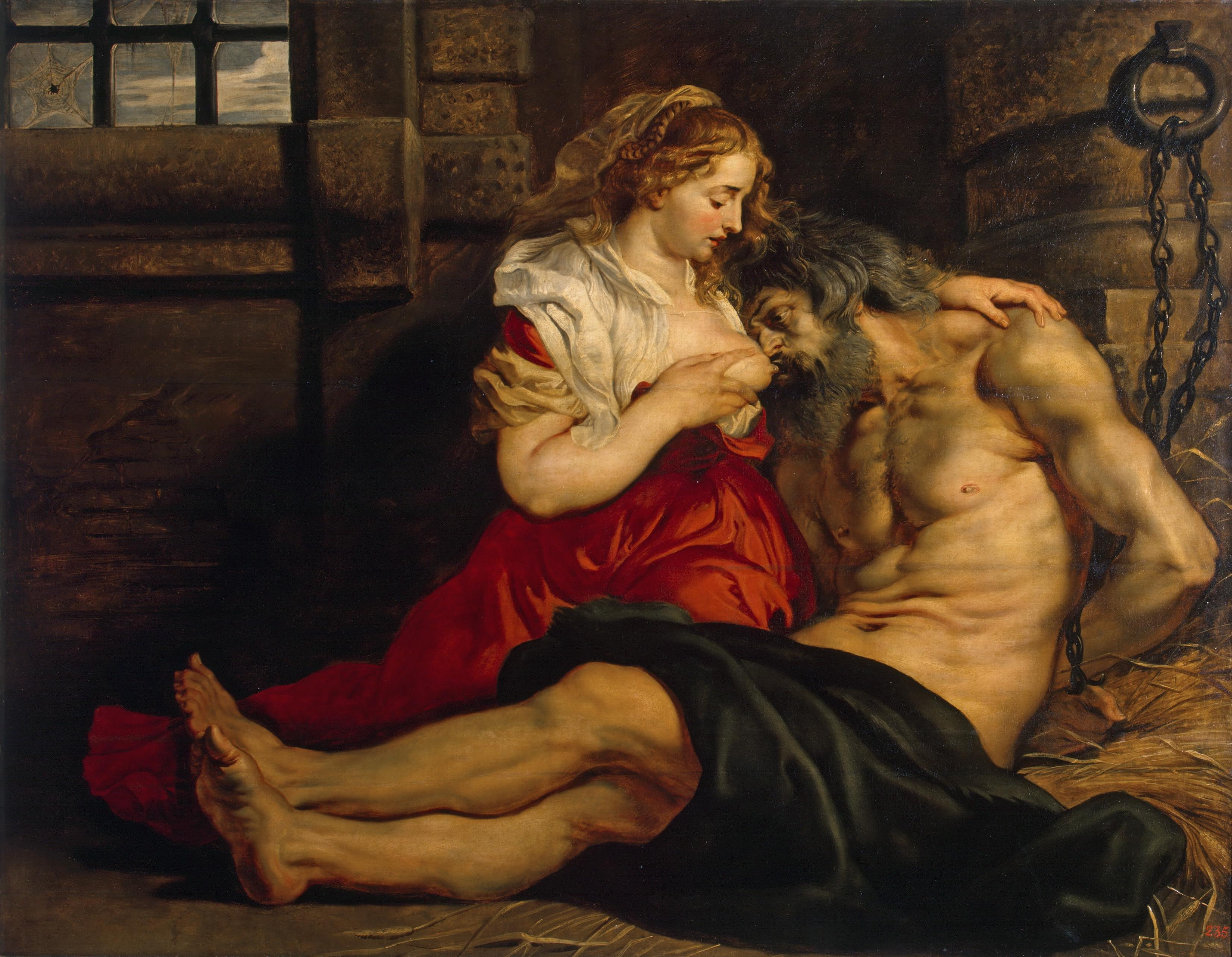
Caritas romana (c. 1612). Óleo de 141 cm x 180 cm, de Peter Paul Rubens. Museo del Hermitage.

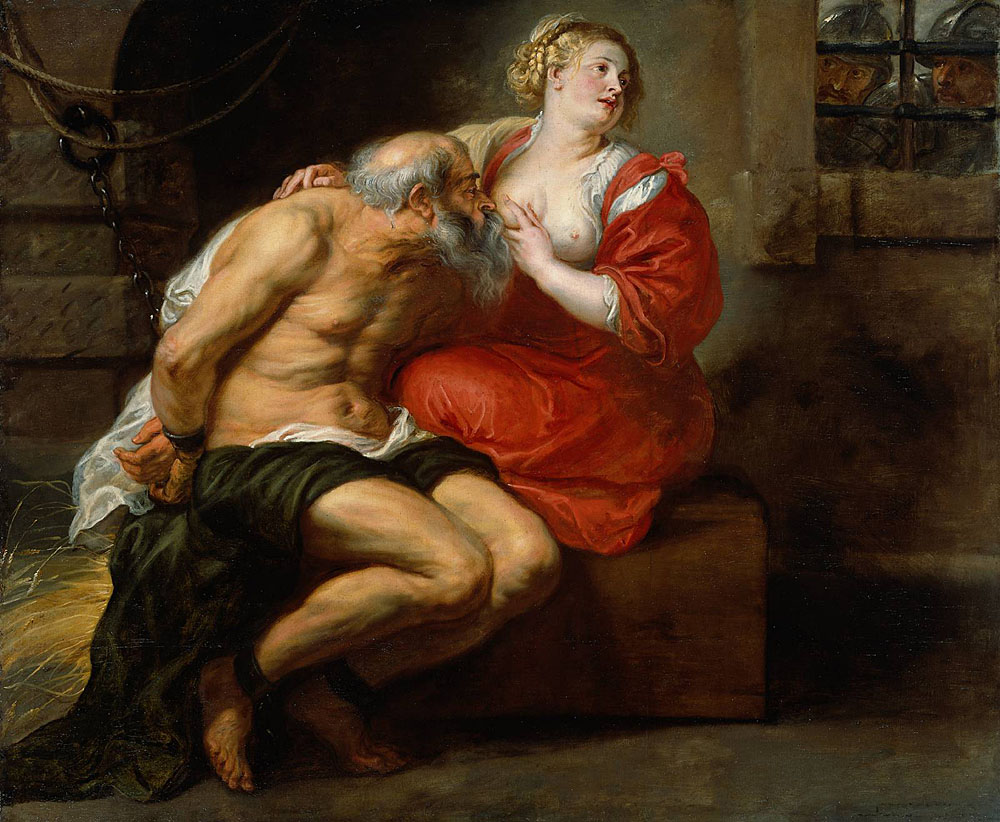
Cimón y Pero (c. 1630). Óleo de 155 cm x 190 cm, de Peter Paul Rubens. Rijksmuseum.

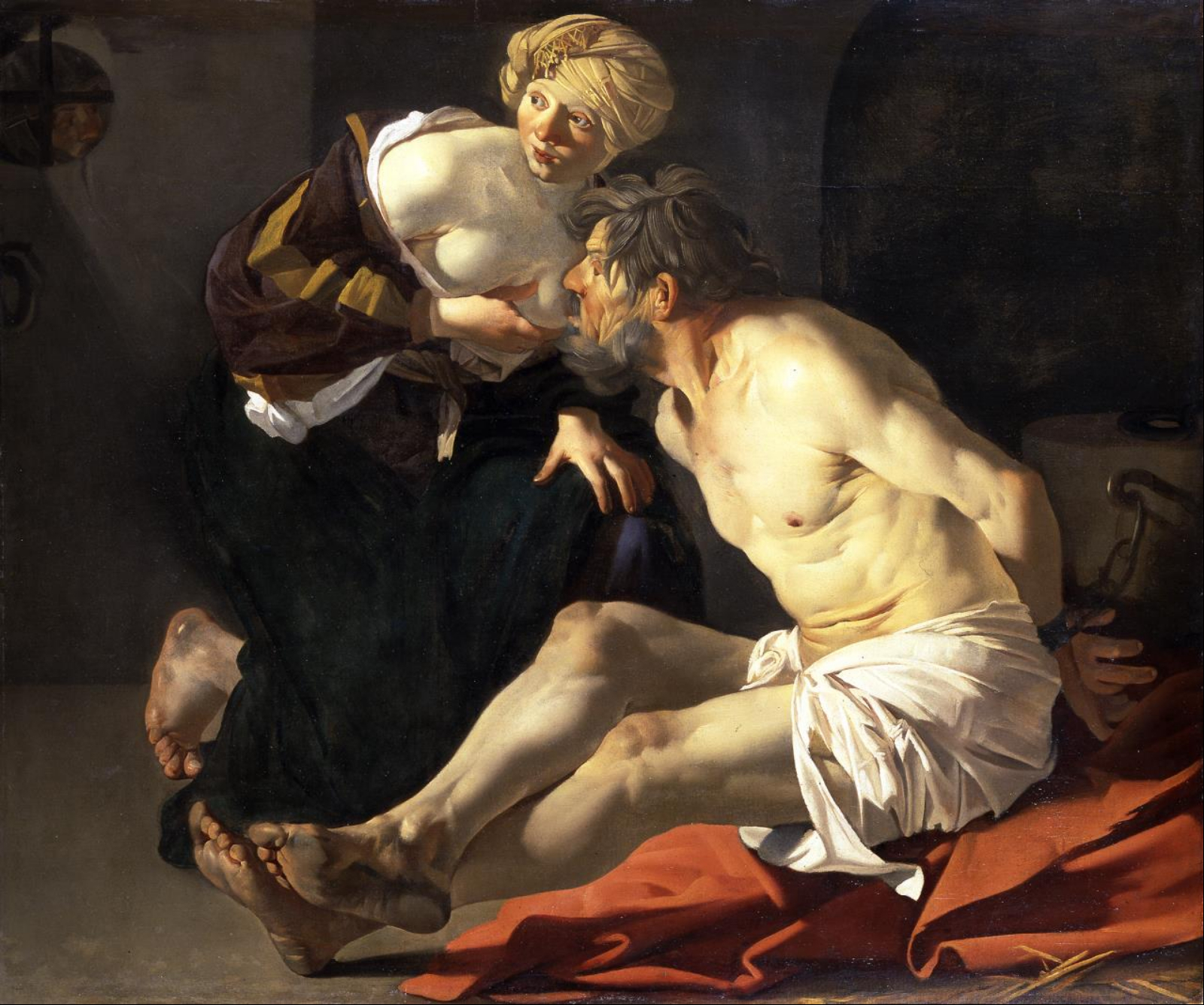
Caridad romana, Cimon y Pero (1618-1624) de Dirck van Baburen, Galería de Arte de York. Una segunda versión de esta composición, firmada por Jan Janssens, se conserva en el museo de la Real Academia de Bellas Artes de San Fernando de Madrid.

«Caritas romana» (en español: caridad romana) es un exemplum acerca de una mujer llamada Pero, quien se embaraza a propósito de ayudar amamantando, a escondidas, a su padre, Cimón, un anciano encarcelado y sentenciado a muerte por inanición. Al ser descubiertos por el carcelero, su gran acto de caridad impresiona tanto a los jueces que deciden liberar al padre. El cuento aparece en Hechos y dichos memorables de Valerio Máximo presentado como un gran acto de pietas. 
El tema lo recogen numerosos artistas de los siglos XVII y XVIII, entre ellos, Caravaggio, en su retablo de las Siete obras de misericordia (1606/1607, encargado por la cofradía del “Pio Monte della Misericordia” en Nápoles. En cuanto a la iconografía, Caravaggio puede haberse inspirado en su predecesor Perin del Vaga, cuyo fresco de la Caritas romana pudo haber visto durante su estancia en Génova en 1605.
Rubens lo pinta en al menos dos ocasiones, incluyendo el cuadro Caritas romana (c. 1612) actualmente en el Museo del Hermitage de San Petersburgo, y Cimón y Pero (1630), en el Rijksmuseum de Ámsterdam, pintura que formó parte del encargo de Carlos I de Inglaterra para decorar el Banqueting House del palacio de Whitehall de Londres.
Por otra parte, el cuadro Caridad romana (1618-28), de Dirck van Baburen, actualmente en la Galería de Arte de York, lo reproduce Vermeer en su obra Mujer sentada en un virginal (c. 1662-5), en la National Gallery de Londres.
Un dibujo atribuido a Murillo (1617-1682), de 220 × 180 mm, actualmente en el Museo Boymans Van Beuningen de Róterdam corresponde, supuestamente, a un cuadro del artista español, La caridad romana, que perteneció a la colección de Godoy, junto con la Venus del espejo, de Velázquez, y las dos Majas (La maja desnuda y La maja vestida) de Goya. El cuadro fue destruido 1845 en el incendio del Pennsylvania Academy of Fine Arts. La caridad romana (c. 1690) de otro pintor español, Pedro Camacho Felizes, se encuentra en el Palacio de Guevara, Lorca (Murcia).
Otros artistas que dedicaron obras al tema incluyen a Charles Mellin, cuya Caridad romana pintada hacia 1630 se conoce por dos versiones conservadas en los museos del Louvre y Ginebra, Jean-Baptiste Deshays (1759), Jean-Jacques Bachelier (1765), en la Escuela de Bellas Artes de París, Louis Jean François Lagrenée (1765), Jacques-Antoine Beaufort (Museo de Bellas Artes de Burdeos), fiel al relato original, y Jean-Baptiste Greuze cuya La charité romaine (1767) se encuentra en el J. Paul Getty Museum y Johan Zoffany (1796) cuya obra se encuentra en la National Gallery de Victoria.
En el siglo XX, el premio Nobel de Literatura, John Steinbeck, recoge el tema de la mujer que ofrece, como acto de misericordia, su pecho a un hombre hambriento en su novela The Grapes of Wrath (1939) cuando al final, Rose, tras perder a su recién nacido, ofrece su pecho a un desconocido que se está muriendo de hambre.

## Obras en el Museo del Prado
El Museo Nacional del Prado de Madrid tiene las siguientes obras dedicadas a este tema:
- Gaspar de Crayer (1582-1669): La caridad romana, óleo sobre lienzo, 198 x 144 cm[14]
- José Camarón Bonanat (1731-1803): La caridad romana, sanguina sobre papel, 513 x 376 mm[15]
- Ignacio Palmerola (¿-1865) : La caridad romana, óleo sobre lienzo, 196 x 149 cm (en depósito en el Museo Municipal de Játiva (Valencia)[16]
- Antonio Solá (1782/1783-1861): La caridad romana, mármol de Carrara, 170 x 126 x 78 cm[17]